# Dasht-e Leyl
Dasht-e Leyl (persiska: دشت لیل, Dashtī Leyl-e Ḩoseynābād) är en ort i Iran.   Den ligger i provinsen Kermanshah, i den västra delen av landet, 500 km väster om huvudstaden Teheran. Dasht-e Leyl ligger 1 361 meter över havet och antalet invånare är 172.
Terrängen runt Dasht-e Leyl är huvudsakligen kuperad, men åt sydväst är den bergig. Runt Dasht-e Leyl är det ganska tätbefolkat, med 72 invånare per kvadratkilometer. Närmaste större samhälle är Dūshmīān, 10,7 km söder om Dasht-e Leyl. Omgivningarna runt Dasht-e Leyl är i huvudsak ett öppet busklandskap.